# Nojon járás
Nojon járás (mongol nyelven: Ноён сум) Mongólia Dél-Góbi tartományának egyik járása. Területe 10 550 km². Népessége 1318 fő (2009), 1336 fő (2020)
Székhelye, Hovun (Ховун) 200 km-re fekszik Dalandzadgad tartományi székhelytől.